# Сражение у островов Спратли (1988)
Сражение у островов Спратли — столкновение 14 марта 1988 года между китайскими и вьетнамскими военно-морскими силами за обладание Южным рифом Джонсона в районе Юнион Бэнкс островов Спратли в Южно-Китайском море.

## Предпосылки
14-я Межправительственная океанографическая комиссия ЮНЕСКО (МОК, IOC) согласилась с тем, что Китай создаст пять пунктов наблюдения за Мировым океаном, в том числе один на островах Спратли, и уполномочил Китай построить там наблюдательный пункт в марте 1987 года. Делегат Китайской Народной Республики (КНР) высоко оценил GLOSS (Глобальная система наблюдений за уровнем моря) во время заседания МОК ЮНЕСКО в Париже, но отметил, что КНР считает ошибочными некоторые положения в документе IOC/INF-663; например, упоминание Тайваня как «страны». Ученые из GLOSS не знали, что КНР не считает Тайвань отдельной страной, как не знали и о территориальных спорах в Южно-Китайском море. Они согласились с тем, что Китай установит мареографы на своих побережьях в Восточно-Китайском море и на том, что КНР называет своими «островами Наньша» в Южно-Китайском море. Ученые не знали, что Тайвань занял один из островов Спратли, в то время как Китай, несмотря на свои территориальные притязания, не занимал ни одного. После многочисленных обследований в апреле 1987 года Китай выбрал риф Огненный Крест в качестве идеального, с их точки зрения, места для наблюдательного пункта, поскольку незанятый риф был удален от других населенных пунктов и был достаточно большим. С другой стороны, Южный риф Джонсона на погружённом атолле Юнион Бэнкс (150 км к востоку от рифа Огненный крест) находился недалеко от вьетнамского острова Шиньтон (также в Юнион Бэнкс), а также в заявленной Филиппинами 200-мильной исключительной экономической зоне. Таким образом, Южный риф Джонсона находится в центре внимания трёх стран как спорная зона. В январе и феврале 1988 года вьетнамские войска с целью наблюдения за деятельностью Китая начали располагаться на окружающих рифах, включая риф Коллинз и риф Лансдаун в Юнион Бэнкс. Это привело к серии столкновений.

## События

### Мнение Китая
13 марта фрегат «Наньчун» обнаружил три корабля Вьетнамской народной армии (ВНА), одновременно направляющиеся к спорным рифам: вооружённый морской транспорт HQ-604 — к Южному Рифу Джонсона, транспорт HQ-605 — к рифу Лэнсдоун и десантный корабль HQ-505 — к рифу Коллинз.
Примерно в 07:30 на Южном рифе Джонсона вьетнамские войска попытались установить вьетнамский флаг. Сообщалось, что из-за поднятия флага младший сержант ВНА Нгуен Ван Лань и подполковник ВНА Чан Ван Фыонг вступили в стычку с матросом Народно-освободительной армии (НОАК) Ду Сяньгоу, после чего на рифе завязался бой. Вьетнамские силы при поддержке морского транспорта HQ-604 открыли огонь. Силы НОАК и фрегат «Наньчун» контратаковали в 08:47 часов. Транспорт HQ-604 был подожжен и потоплен.
В 09:15 фрегат «Сянтань» прибыл к рифу Лэнсдоун и обнаружил, что на него уже высадились девять вьетнамских морских пехотинцев с корабля HQ-605. Экипаж фрегата потребовал, чтобы вьетнамцы покинули риф, но вместо этого они открыли огонь. HQ-605 был сильно поврежден, а затем потоплен китайцами.
НОАК вела съёмку событий, на основе которой затем выпустила исторический документальный фильм «314», что означает «14 марта».

### Мнение Вьетнама
В январе 1988 года Китай отправил группу кораблей из Хайнаня в южную часть Южно-Китайского моря, из которых четыре корабля, включая три фрегата, были отправлены на северо-запад от островов Спратли. Эти четыре корабля начали провоцировать и преследовать вьетнамские корабли вокруг Тизард-Банки и Лондонских рифов. Вьетнам полагал, что целью этой группы является провокация, которая позволила бы китайцам «оккупировать острова Спратли в превентивной контратаке».
В ответ были мобилизованы два транспортных корабля из 125-й морской транспортной бригады военно-морского флота Вьетнама, HQ-604 и HQ-505. Они привезли около 100 офицеров и солдат на Южный риф Джонсона (вьет. Đá Gạc Ma), риф Коллинз (вьет. Đá Cô Lin) и риф Лэнсдоун (вьет. Đá Len Đao) на островах Спратли. 14 марта 1988 года, когда HQ-604 перевозил строительные материалы на Южный риф Джонсона, прибыли четыре китайских корабля. Три китайских фрегата подошли к рифу:
- Фрегат 502 Наньчун, (тип 65). Водоизмещение 1400 тонн, вооружён тремя 100-мм пушками и восемью 37-мм зенитными орудиями[13].
- Фрегат 556 Сянтань, (тип 053H1). Водоизмещение 1925 тонн, вооружён четырьмя 100-мм пушками и двумя 37-мм зенитными орудиями[14].
- Фрегат 531 Интань, (тип 053K). Водоизмещение 1925 тонн, вооружён четырьмя 100-мм пушками и восемью 37-мм зенитными орудиями[15].

По приказу командира Чан Дык Тхонга второй лейтенант Чан Ван Фыонг с небольшой группой отправился на риф на маленькой лодке, чтобы защитить установленный там ранее вьетнамский флаг. Китайцы высадили вооружённых солдат на риф, а фрегаты НОАК открыли огонь по вьетнамским кораблям. Вооружённые транспорты HQ-604 и HQ-605 были потоплены. Вооружённому транспорту HQ-505 было приказано сесть на мель на рифе Коллинз, чтобы не позволить китайцам захватить его.
Вьетнамские солдаты, большинство из которых были безоружны, заняли круговую оборону, чтобы защитить флаг, и сопротивлялись атакующим китайцам как могли. Столкновение переросло в перестрелку, в ходе которой китайские военные застрелили и закололи штыками некоторых вьетнамских солдат, но не смогли захватить флаг. Китайцы отступили, позволив фрегатам НОАК открыть огонь по защитникам рифа. Когда все вьетнамцы были убиты или ранены, китайцы заняли риф и начали строить бункер. По данным вьетнамской стороны, в сражении были убиты 64 вьетнамских солдата. Также Вьетнам обвинил Китай в отказе разрешить вьетнамскому кораблю Красного Креста забрать тела и оказать помощь раненым.

### Независимое мнение
Чэн Тун Чжэнь и Тянь Хун Мао, два американских профессора, подытожили ситуацию следующим образом: в конце 1987 года КНР начала развертывание войск на некоторых из незанятых рифов островов Спратли. Вскоре после штурма НОАК Южного рифа Джонсона как 14 марта 1988 года началась вражда между вьетнамскими войсками и десантными группами КНР. В течение года НОАК оккупировала и захватила семь рифов и скал на островах Спратли.
Ку Мин Гё, доцент кафедры государственного управления Университета Йонсей, Сеул, Южная Корея, описывает ход сражения так: 31 января 1988 года два вьетнамских вооружённых грузовых корабля подошли к рифу Огненного Креста, чтобы доставить строительные материалы для сооружений, обозначающих претензии Вьетнама на риф. Однако, НОАК перехватил корабли и вынудил их отойти от рифа. 17 февраля группа китайских кораблей (эсминец НОАК, эскортные и транспортные суда) и несколько вьетнамских кораблей (тральщик и вооружённый транспорт) попытались высадить войска на рифе Квартерон. Уступающие в вооружении вьетнамские корабли были вынуждены отступить. 13 и 14 марта артиллерийский фрегат НОАК, обследовавший риф Джонсона, обнаружил три приближающихся вьетнамских корабля. Обе стороны направили войска, чтобы занять риф Джонсона. После начала перестрелки на рифе китайские и вьетнамские корабли открыли огонь друг по другу.

## Последствия
Китай стал быстро наращивать своё присутствие на островах Спратли, и концу 1988 года занял шесть рифов и атоллов.
2 сентября 1991 года Китай освободил девятерых вьетнамцев, сражавшихся на Южном рифе Джонсона.
В 1994 году Китай был вовлечён в подобную конфронтацию, заявляя о своём праве на риф Бедствия, находящегося внутри исключительной экономической зоны Филиппин. Однако, Филиппины ограничились политическим протестом, ВМС Филиппин решили избежать прямой конфронтации. Решение было основано в том числе и на опыте вьетнамских вооружённых сил, которые понесли потери в бою с китайцами, несмотря на то, что инцидент произошёл в контролируемом Вьетнамом районе.